# Biosteres oaxacanus
Biosteres oaxacanus är en stekelart som först beskrevs av Fischer 1964.  Biosteres oaxacanus ingår i släktet Biosteres och familjen bracksteklar. Inga underarter finns listade.